# 管理鴻臚寺事務大臣
管理鴻臚寺事務大臣，為清朝總領管理鴻臚寺之職官，定額1人，由皇帝於大臣中特簡充任。

## 建置
清制鴻臚寺原以鴻臚寺卿、少卿掌理寺事。至雍正元年（1723年），特簡大臣綜理寺事，即。乾隆十四年（1749年）定例由禮部滿尚書兼管理鴻臚寺事務大臣，例外時由管理禮部之大學士、禮部左右侍郎、內閣學士兼禮部侍郎銜兼管。至光緒三十二年（1906年）改革官制，裁撤官缺併入禮部。